# Brillenmilbe
Die Brillenmilbe (Eylais extendens) ist ein Vertreter der Süßwassermilben (Hygrobatoidea). Sie gehört zu den auffälligsten Wassermilben Mitteleuropas.
Die Brillenmilbe ist wie die Sackmilbe (Limnochares aquatica) auffällig rot gefärbt, jedoch nicht sackartig aufgequollen und flinker. Ihre Doppelaugen sind durch einen Chitinbügel miteinander verbunden, das namensgebende Merkmal der Art. Die Palpen sind beborstet und  die Mundscheibe ist kreisrund. Die Tiere werden bis zu drei Millimeter lang. Auffällig ist das nach hinten nachgeschleppte vierte Beinpaar. Dieses dient als Steuerung während alle anderen Beine zum Schwimmen eingesetzt werden.
Die Brillenmilbe lebt in kleinen Teichen, die meist von Pflanzen bedeckt sind, und jagt vornehmlich nach Wasserflöhen. Sie stellt dabei die häufigste der 15 heimischen Eylais-Arten dar.
Die Larven der Brillenmilbe parasitieren vor allem an Wasserkäfern, sind bei der Auswahl ihrer Wirte jedoch wenig wählerisch.